# Tom får sparken
Tom får sparken (orig. Puss Gets the Boot) är den första filmen om Tom och Jerry. Den regisserades av William Hanna och Joseph Barbera och premiärvisades på amerikanska biografer den 10 februari 1940 och är 9 minuter och 15 sekunder lång.
Nominerad till Oscar i kategorin Bästa animerade kortfilm 1941.

## Handling
Jerry vill få Tom ut ur huset genom att kasta porslin.